# Lago de Montbel
El lago de Montbel (en francés: "lac de Montbel" ) es un lago artificial situado en la cara norte de los Pirineos, dentro de la Región de Occitania, Francia y cercado por el río Hers-Vif.

## Historia
El lago fue ideado en 1977 con el fin de tener una fuente permanente de riego para los departamentos de Ariège y Aude, ocupando los antiguos bosques de Lerán. Las obras terminaron en 1985 y desde entonces, está administrado por «Institution Interdépartementale pour l’Aménagement du Barrage de Montbel».
Posteriormente, a raíz de la modificación de la Loi montagne (ley de montaña), quedó prohibida cualquier construcción a menos de 300 metros de la orilla del lago con el fin de preservarlo.

## Características

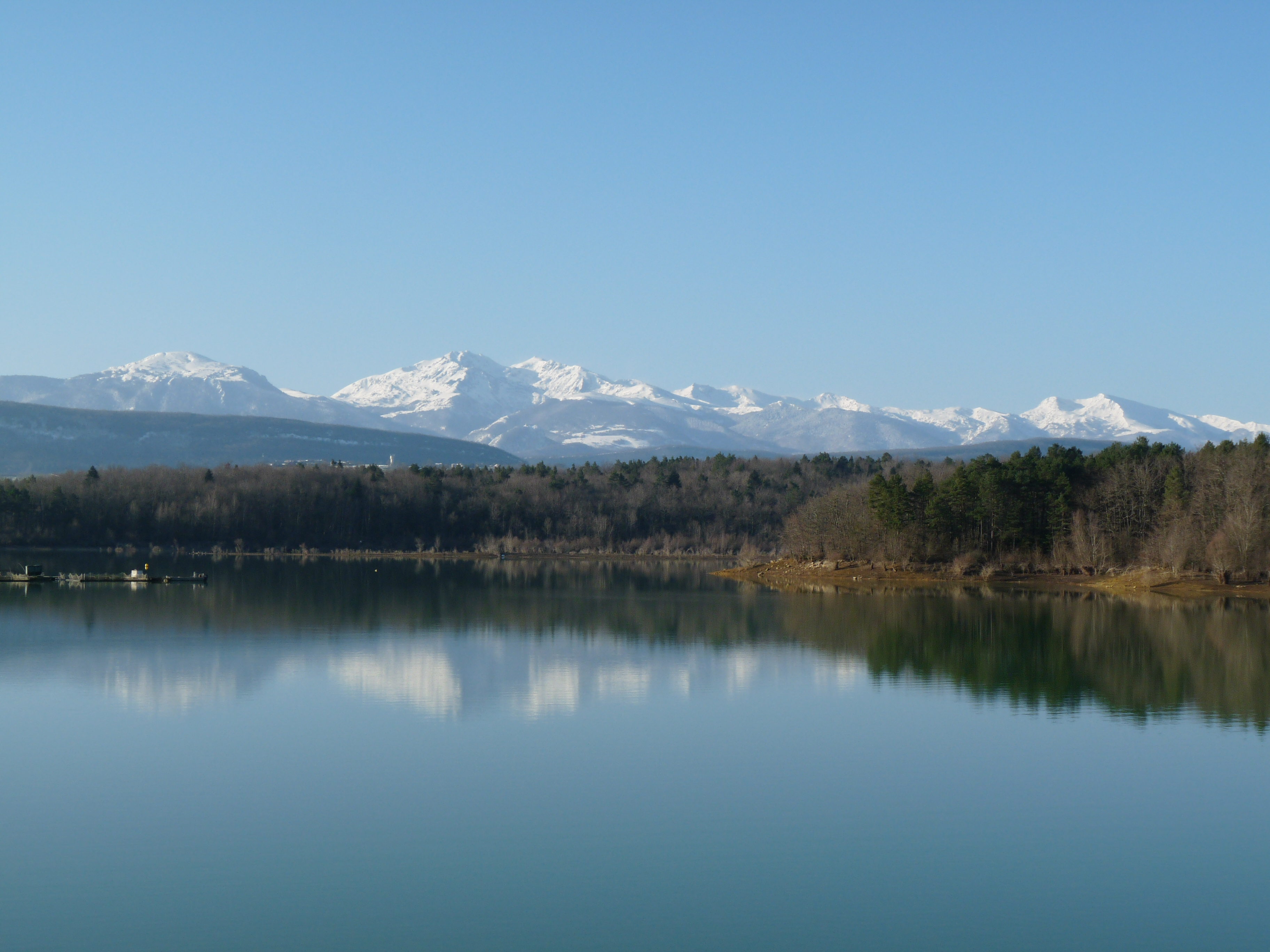
Lago de Montbel, con los Pirineos al fondo.

#### Geografía
El lago recibe agua del río Trière por el norte, afluente del Hers-Vif que pasa justo por sus lados este y sur. El lago ocupa una superficie de 570 hectáreas y puede llegar a contener hasta 60 millones de m³ de agua. En el centro del mismo posee varios islotes inhabitados y solo uno de ellos, permanece conectado mediante carretera. 

#### Economía
A nivel económico, además de servir de riego para los cultivos de las comunas cercanas, parte del lago es utilizado para el desarrollo de la acuicultura. Con el paso del tiempo, cada vez fue más relevante el impacto económico gracias a la estructura de ocio que se fue creando alrededor, desde varios puertos deportivos pequeños para practicar deportes náuticos tales como piragüismo o esquí acuático, hecho que también propició a la construcción de varios campines alrededor con el paso del tiempo y la creación vías peatonales para hacer en bicicleta o a pie, convirtiendo el lago a un elemento turístico relevante en la zona por su impacto económico.

#### Fauna y flora
El lago, rodeado de árboles altos y copos, tiene un papel importante como punto de refugio y alimentación, tanto para aves locales como migratorias, así como de rapaces que bajan de su punto de nidificación en zonas más altas para buscar presas fáciles. Por ese motivo, fue declarada como área natural de interés ecológico, fauna y flora, dentro del programa ZNIEFF de Francia.

| Aves                                     | Peces                    | Reptiles y anfibios                             |
| ---------------------------------------- | ------------------------ | ----------------------------------------------- |
| Abubilla (Upupa epops)                   | Carpas (Cyprinidae)      | Culebra lisa europea (Coronella austriaca)      |
| Alcaudón dorsirrojo (Lanius collurio)    | Siluros (Silurus glanis) | Eslizón tridáctilo ibérico (Chalcides striatus) |
| Alondra totovía (Lullula arborea)        |                          | Salamandra salamadra (Salamandra terrestris)    |
| Águila calzada (Hieraaetus pennatus)     |                          | Tritón jaspeado (Triturus marmoratus)           |
| Aguilucho pálido (Circus cyaneus)        |                          | Rana ágil (Rana dalmatina)                      |
| Azor común (Accipiter gentilis)          |                          | Ranita meridional (Hyla meridionalis)           |
| Azulón (Anas platyrhynchos)              |                          | Sapillo moteado común (Pelodytes punctatus)     |
| Chocha perdiz (Scolopax rusticola)       |                          | Sapo porteto común (Alytes obstetricans)        |
| Culebrera europea (Circaetus gallicus)   |                          |                                                 |
| Focha (Fulica)                           |                          |                                                 |
| Halcón peregrino (Falco peregrinus)      |                          |                                                 |
| Mochuelo europeo (Athene noctua)         |                          |                                                 |
| Pito real (Picus viridis)                |                          |                                                 |
| Torcecuello (Jynx torquilla)             |                          |                                                 |
| Tórtola europea (Streptopelia turtur)    |                          |                                                 |
| Zampullín común (Tachybaptus ruficollis) |                          |                                                 |